# DFB-Pokal 1963/64
DFB-Pokalsieger 1964 wurde zum zweiten Mal der TSV 1860 München, der im nächsten Jahr als erste deutsche Mannschaft das Finale des Europapokals der Pokalsieger erreichte. Mit Einführung der Bundesliga in der Saison 1963/1964 bekam auch der DFB-Pokal seinen festen Termin. Das Finale wurde seitdem jeweils zum Ende der Saison (Ausnahme: EM- oder WM-Saison) ausgetragen. In diesem Jahr fand das Endspiel am 13. Juni 1964 in Stuttgart statt. Letztmals wurde die alte Pokaltrophäe vergeben, die zu Zeiten des NS-Regimes als Tschammer-Pokal bekannt war. Titelverteidiger Hamburger SV schied nach einem Wiederholungsspiel bereits in der ersten Runde gegen den Regionalligisten SpVgg Fürth aus.

## 1. Runde
| Datum                   |                         | Ergebnis  |                          |
| ----------------------- | ----------------------- | --------- | ------------------------ |
| Di 07.04.1964 17:00 Uhr | Hamburger SV            | 1:1 n. V. | SpVgg Fürth              |
| Di 07.04.1964 19:30 Uhr | Meidericher SV          | 1:2 n. V. | Hertha BSC               |
| Mi 08.04.1964 17:00 Uhr | Wormatia Worms          | 2:3 (0:1) | KSV Hessen Kassel        |
| Mi 08.04.1964 17:00 Uhr | Eintracht Trier         | 1:1 n. V. | Hannover 96              |
| Mi 08.04.1964 17:00 Uhr | Eintracht Gelsenkirchen | 0:2 (0:0) | Duisburger SpV           |
| Mi 08.04.1964 17:00 Uhr | Altonaer FC 93          | 2:1 (1:1) | Borussia Mönchengladbach |
| Mi 08.04.1964 17:00 Uhr | 1. FC Saarbrücken       | 6:1 (3:0) | Tennis Borussia Berlin   |
| Mi 08.04.1964 17:00 Uhr | VfL Wolfsburg           | 0:2 (0:1) | Eintracht Frankfurt      |
| Mi 08.04.1964 19:30 Uhr | Stuttgarter Kickers     | 0:3 (0:1) | Phönix Ludwigshafen      |
| Mi 08.04.1964 19:30 Uhr | Werder Bremen           | 0:2 (0:0) | FC Schalke 04            |
| Mi 08.04.1964 19:30 Uhr | Preußen Münster         | 1:3 (0:1) | Karlsruher SC            |
| Mi 08.04.1964 19:30 Uhr | Eintracht Braunschweig  | 3:0 (1:0) | VfL Osnabrück            |
| Mi 08.04.1964 19:30 Uhr | 1. FC Kaiserslautern    | 2:0 (1:0) | Wuppertaler SV           |
| Mi 08.04.1964 20:00 Uhr | 1. FC Köln              | 3:2 n. V. | 1. FC Nürnberg           |
| Mi 08.04.1964 20:15 Uhr | TSV 1860 München        | 2:0 (0:0) | Borussia Dortmund        |
| Di 14.04.1964 19:30 Uhr | VfB Stuttgart           | 2:2 n. V. | SSV Reutlingen 05        |

### Wiederholungsspiele
| Datum                   |                   | Ergebnis  |                 |
| ----------------------- | ----------------- | --------- | --------------- |
| Mi 15.04.1964 17:00 Uhr | SpVgg Fürth       | 2:1 n. V. | Hamburger SV    |
| Mi 15.04.1964 17:00 Uhr | Hannover 96       | 4:0 (2:0) | Eintracht Trier |
| Mi 22.04.1964 17:15 Uhr | SSV Reutlingen 05 | 0:4 (0:0) | VfB Stuttgart   |

## Achtelfinale
| Datum                   |                     | Ergebnis  |                        |
| ----------------------- | ------------------- | --------- | ---------------------- |
| Mi 22.04.1964 17:00 Uhr | FC Altona 93        | 2:1       | Duisburger SpV         |
| Mi 22.04.1964 17:15 Uhr | Phönix Ludwigshafen | 1:2       | FC Schalke 04          |
| Mi 22.04.1964 17:15 Uhr | Hertha BSC          | 4:3       | SpVgg Fürth            |
| Mi 22.04.1964 19:30 Uhr | Eintracht Frankfurt | 6:1       | KSV Hessen Kassel      |
| Mi 22.04.1964 19:30 Uhr | 1. FC Saarbrücken   | 2:1 n. V. | Eintracht Braunschweig |
| Mi 22.04.1964 20:15 Uhr | 1. FC Köln          | 3:0 n. V. | Hannover 96            |
| Mi 22.04.1964 20:15 Uhr | TSV 1860 München    | 4:2       | 1. FC Kaiserslautern   |
| Sa 02.05.1964 17:30 Uhr | Karlsruher SC       | 2:1       | VfB Stuttgart          |

## Viertelfinale
| Datum                   |                     | Ergebnis |                  |
| ----------------------- | ------------------- | -------- | ---------------- |
| Mi 20.05.1964 17:30 Uhr | Hertha BSC          | 4:2      | 1. FC Köln       |
| Mi 20.05.1964 18:00 Uhr | FC Altona 93        | 2:1      | Karlsruher SC    |
| Mi 20.05.1964 18:00 Uhr | 1. FC Saarbrücken   | 1:3      | TSV 1860 München |
| Mi 20.05.1964 20:00 Uhr | Eintracht Frankfurt | 2:1      | FC Schalke 04    |

## Halbfinale
| Datum                   |                     | Ergebnis  |                  |
| ----------------------- | ------------------- | --------- | ---------------- |
| Mi 03.06.1964 18:00 Uhr | FC Altona 93        | 1:4 n. V. | TSV 1860 München |
| Mi 03.06.1964 20:00 Uhr | Eintracht Frankfurt | 3:1       | Hertha BSC       |

## Finale
| Paarung             | Eintracht Frankfurt – TSV 1860 München |
| Ergebnis            | 0:2 (0:1) |
| Datum               | 13. Juni 1964 um 16:00 Uhr |
| Stadion             | Neckarstadion, Stuttgart |
| Zuschauer           | 45.000 |
| Schiedsrichter      | Johannes Malka (Herten) |
| Tore                | 0:1 Kohlars (43.) 0:2 Brunnenmeier (63.) |
| Eintracht Frankfurt | Egon Loy, Friedel Lutz, Hermann Höfer, Dieter Lindner, Ludwig Landerer, Dieter Stinka, Helmut Kraus, Horst Trimhold, Erwin Stein, Wilhelm Huberts, Lothar Schämer Cheftrainer: Ivica Horvat ( Jugoslawien)              |
| TSV 1860 München    | Petar Radenković, Manfred Wagner, Rudolf Steiner, Rudolf Zeiser, Alfons Stemmer, Otto Luttrop, Engelbert Kraus, Wilfried Kohlars, Rudolf Brunnenmeier , Hans Küppers, Alfred Heiß Cheftrainer: Max Merkel ( Österreich) |